# Rosemary Wanjiru
Rosemary Monica Wanjiru (nacida el 9 de diciembre de 1994) es una corredora de larga distancia profesional keniana que compite en los 5000 metros, 10.000 metros y maratón. Fue medallista de plata en los 5000 m en los Juegos Africanos de 2015, y representó a su país en el Campeonato Mundial de Atletismo de 2019, terminando cuarta en los 10 000 m.
Wanjiru logró el segundo debut más rápido en maratón femenino en el Maratón de Berlín 2022 y ganó el Maratón de Tokio 2023 con la quinta mejor marca de la historia 2 horas 16 minutos y 28 segundos.

## Trayectoria
Rosemary Wanjiru se mudó a Japón cuando era adolescente y comenzó a competir en competiciones de larga distancia allí. Fue subcampeona en los 3000 metros en el National Sports Festival of Japan de Japón 2012, y ganó el campeonato nacional de escuelas secundarias en esa distancia al año siguiente junto con el título internacional de campo a través de Chiba.  En 2014 comenzó a competir en competiciones corporativas japonesas para Team Starts.  En su primer año de competición corporativa fue campeona del este de Japón sobre 1500 metros y 3000 m. Ganó el Sanyo Women's 10K 2015 y los 5000 m en el Japan Corporate Track and Field Championships, Oda Memorial y Nobeoka Golden Games.
Wanjiru hizo su debut internacional en los Juegos Africanos de 2015 y ganó una medalla de plata en los 5000 m, formando un bloque keniano de medallas junto a Margaret Chelimo y Alice Aprot.  Al año siguiente fue derrotada en el segundo lugar en el Campeonato Corporativo de Japón por otra keniana, Ann Karindi Mwangi. Repitió como campeona en el Oda Memorial y Sanyo Women's 10K. En 2017 y 2018 ganó el título corporativo de Japón y el Oda Memorial 5000 m.
En 2019, Wanjiru comenzó a competir con más frecuencia fuera de Japón. Ganó la Lilac Bloomsday Run y la Cherry Blossom Ten Mile Run en los Estados Unidos antes de quedar tercera en los 10.000 m en el Campeonato de Atletismo de Kenia. Esto le valió su segunda selección internacional para Kenia, esta vez en el Campeonato Mundial de Atletismo 2019.  En el Campeonato Mundial se asoció con sus compatriotas Agnes Jebet Tirop y Hellen Obiri para liderar el ritmo. Se alejó de los líderes en la etapa final de la carrera y terminó la carrera en cuarto lugar, detrás de Sifan Hassan, Letesenbet Gidey y Tirop.
En 2020, compitió en el medio maratón femenino en el Campeonato Mundial de Medio Maratón de Atletismo 2020 celebrado en Gdynia, Polonia, quedando décima.
Dos años más tarde, Wanjiru produjo el segundo debut más rápido en maratón femenino en el Maratón de Berlín, con un tiempo de 2:18:00, actualmente su mejor marca es de 2 horas 16 minutos y 28 segundos realizados en la Maratón de Tokio 2023.

## Competiciones internacionales
| 2015 | Juegos Africanos      | Brazzaville, Congo | 2nd | 5000 m   | 15:30.18 |
| 2019 | Campeonatos del Mundo | Doha, Catar        | 4th | 10,000 m | 30:35.75 |
| 2022 | Berlín Marathon       | Berlín, Alemania   | 2nd | Marathon | 2:18:00  |